# Брониш, Матей Богумил
Ма́тей Бо́гумил Бро́ниш, немецкий вариант — Матиас Готтхелф Брониш (в.-луж. Pawoł Fryco Broniš, нем. Matthias Gotthelf Bronisch, 3 июня 1868 года, деревня Лутоль около Котбуса, Лужица, Германия — 12 января 1937 года, Берлин, Германия) — лютеранский священник, лужицкий писатель и общественный деятель. Доктор философии. Руководил литературной группой нижнелужицких младосербов. Писал на нижнелужицком языке.

## Биография
Родился 3 июня 1868 года в серболужицкой семье лютеранского пастора Павола Фрицо Брониша в серболужицкой деревне Лутоль в окрестностях города Котбуса. В 1888 году окончил гимназию в Котбусе, потом изучал славистику и теологию в Гёттингене, Берлине и Лейпциге. С 1900 года по 1903 год служил помощником настоятеля в Клостеркирхе в Котбусе. С 1903 года по 1908 год был настоятелем в серболужицкой деревне Горенов, в 1908—1917 годах — настоятелем в Бармене и с 1917 года до своей смерти в 1937 году — настоятелем в лютеранском приходе в деревне Челихов.
Сотрудничая с Богумилом Швелей, организовал литературную группу нижнелужицких младосербов. В 1890 году начал издавать печатный орган этой литературной группы — литературный журнал на нижнелужицком языке «Serbska Wutśoba». Был одним из организаторов берлинского отделения серболужицкого студенческого братства «Сорабия». Публиковал свои произведения на страницах нижнелужицкой газеты «Bramborskе Casnik». В 1889 году организовал несколько нижнелужицких хоровых коллективов.
Скончался 12 января 1937 года в Берлине.

## Сочинения
- Биография на сайте Серболужицкого института Архивная копия от 4 марта 2016 на Wayback Machine
- Библиография  (нем.)